# Andy Dawson
Andrew Stephen Dawson (sinh ngày 8 tháng 12 năm 1979) là một cựu cầu thủ bóng đá người Anh thi đấu ở vị trí hậu vệ hoặc tiền vệ ở Football League cho York City, ở bóng đá non-league cho Scarborough, và đầu quân cho Carlisle United mà không có một lần ra sân ở giải vô địch.